# Micro-région d'Eger
La micro-région d'Eger (en hongrois : egri kistérség) est une micro-région statistique hongroise rassemblant plusieurs localités autour de Eger.

## Localités
- Andornaktálya
- Demjén
- Eger
- Egerbakta
- Egerszalók
- Egerszólát
- Feldebrő
- Felsőtárkány
- Kerecsend
- Maklár
- Nagytálya
- Noszvaj
- Novaj
- Ostoros|
- Szarvaskő
- Tarnaszentmária
- Verpelét